# The Family Group
The Family Group  est un film américain réalisé par Leo McCarey et Fred Guiol, sorti en 1928.

## Synopsis
Charley essaie de se faire photographier avec sa femme et son enfant mais rencontrera des problèmes.

## Fiche technique
- Titre : The Family Group
- Réalisation : Leo McCarey et Fred Guiol
- Montage : Richard C. Currier
- Producteur : Hal Roach
- Société de production : Hal Roach Studios
- Société de distribution : Metro-Goldwyn-Mayer (MGM)
- Pays de production :  États-Unis
- Langue : Anglais
- Format : Noir et blanc — 35 mm — 1.33:1 — Muet
- Genre : Comédie
- Durée : 20 minutes
- Date de sortie : 
  - États-Unis : 18 février 1928

## Distribution
- Charley Chase
- Edna Marion
- Edgar Kennedy
- Gertrude Astor
- Tiny Sandford
- Jackie Combs
- Douglas Haig